# Elezioni comunali in Lombardia del 1994
Il 12 giugno 1994 (con ballottaggio il 26 giugno), il 20 novembre (con ballottaggio il 4 dicembre) in Lombardia si tennero le elezioni per il rinnovo di numerosi consigli comunali.

## Elezioni del giugno 1994

### Provincia di Milano

#### Abbiategrasso
| Candidati                     | Candidati                           | II turno             | II turno           | I turno | I turno | Liste                              | Voti   | %     | Seggi |
| Candidati                     | Candidati                           | Voti                 | %                  | Voti    | %       | Liste                              | Voti   | %     | Seggi |
| ----------------------------- | ----------------------------------- | -------------------- | ------------------ | ------- | ------- | ---------------------------------- | ------ | ----- | ----- |
|                               | Arcangelo Luigi Cerretti ✔️ Sindaco | 7 866                | 52,27              | 5 430   | 28,78   | Partito Democratico della Sinistra | 3 199  | 18,44 | 9     |
| Rifondazione Comunista        | Arcangelo Luigi Cerretti ✔️ Sindaco | 7 866                | 52,27              | 5 430   | 28,78   | 858                                | 4,95   | 2     |       |
| Federazione dei Verdi         | Arcangelo Luigi Cerretti ✔️ Sindaco | 7 866                | 52,27              | 5 430   | 28,78   | 534                                | 3,08   | 1     |       |
|                               | Guido Bernardi                      | 7 182                | 47,73              | 4 243   | 22,49   | Forza Italia                       | 4 030  | 23,23 | 2     |
| Seggio di coalizione          | Seggio di coalizione                | Seggio di coalizione | 47,73              | 4 243   | 22,49   | 1                                  |        |       |       |
|                               | Giorgio Brambilla                   | Giorgio Brambilla    | Giorgio Brambilla  | 3 718   | 19,71   | Abbiategrasso con Te               | 3 547  | 20,44 | 1     |
| Seggio di coalizione          | Seggio di coalizione                | Seggio di coalizione | Giorgio Brambilla  | 3 718   | 19,71   | 1                                  |        |       |       |
|                               | Roberto Invernizzi                  | Roberto Invernizzi   | Roberto Invernizzi | 3 112   | 16,50   | Lega Nord                          | 3 105  | 17,90 | 1     |
| Seggio di coalizione          | Seggio di coalizione                | Seggio di coalizione | Roberto Invernizzi | 3 112   | 16,50   | 1                                  |        |       |       |
|                               | Luigi Bartolucci                    | Luigi Bartolucci     | Luigi Bartolucci   | 1 528   | 8,10    | Viva Abbiategrasso                 | 1 357  | 7,82  | 1     |
| Seggio di coalizione          | Seggio di coalizione                | Seggio di coalizione | Luigi Bartolucci   | 1 528   | 8,10    | 1                                  |        |       |       |
|                               | Marco Carcano                       | Marco Carcano        | Marco Carcano      | 834     | 4,42    | Alleanza Nazionale                 | 719    | 4,14  | –     |
| Totale                        | Totale                              | 15 048               | 100                | 18 865  | 100     |                                    | 17 349 | 100   | 20    |
|                               |                                     |                      |                    |         |         |                                    |        |       |       |
| Fonte: Ministero dell'interno |                                     |                      |                    |         |         |                                    |        |       |       |

#### Buccinasco
| Candidati                     | Candidati               | II turno             | II turno            | I turno | I turno | Liste                                           | Voti   | %     | Seggi |
| Candidati                     | Candidati               | Voti                 | %                   | Voti    | %       | Liste                                           | Voti   | %     | Seggi |
| ----------------------------- | ----------------------- | -------------------- | ------------------- | ------- | ------- | ----------------------------------------------- | ------ | ----- | ----- |
|                               | Guido Lanati ✔️ Sindaco | 5 255                | 54,72               | 5 059   | 35,38   | Forza Italia                                    | 4 889  | 36,76 | 12    |
|                               | Pietro Gusmaroli        | 4 349                | 45,28               | 3 537   | 24,73   | Rifondazione Comunista                          | 1 572  | 11,82 | 2     |
| Buccinasco Democratica        | Pietro Gusmaroli        | 4 349                | 45,28               | 3 537   | 24,73   | 1 396                                           | 10,50  | 1     |       |
| Seggio di coalizione          | Seggio di coalizione    | Seggio di coalizione | 45,28               | 3 537   | 24,73   | 1                                               |        |       |       |
|                               | Anita Perotti           | Anita Perotti        | Anita Perotti       | 1 957   | 13,68   | Lega Nord                                       | 1 894  | 14,24 | 1     |
| Seggio di coalizione          | Seggio di coalizione    | Seggio di coalizione | Anita Perotti       | 1 957   | 13,68   | 1                                               |        |       |       |
|                               | Massimo Chieregato      | Massimo Chieregato   | Massimo Chieregato  | 1 260   | 8,81    | Partito Popolare Italiano                       | 1 207  | 9,08  | –     |
| Seggio di coalizione          | Seggio di coalizione    | Seggio di coalizione | Massimo Chieregato  | 1 260   | 8,81    | 1                                               |        |       |       |
|                               | Antonio Di Fonzo        | Antonio Di Fonzo     | Antonio Di Fonzo    | 1 078   | 7,54    | Alleanza Nazionale                              | 1 040  | 7,82  | –     |
| Seggio di coalizione          | Seggio di coalizione    | Seggio di coalizione | Antonio Di Fonzo    | 1 078   | 7,54    | 1                                               |        |       |       |
|                               | Mauri Michele           | Mauri Michele        | Mauri Michele       | 781     | 5,46    | Federazione dei Verdi-La Rete-Cristiano Sociali | 749    | 5,63  | –     |
|                               | Ottavio Baldassarre     | Ottavio Baldassarre  | Ottavio Baldassarre | 629     | 4,40    | Fiducia per Buccinasco (A)                      | 629    | 4,73  | –     |
| Totale                        | Totale                  | 9 604                | 100                 | 14 301  | 100     |                                                 | 13 299 | 100   | 20    |
|                               |                         |                      |                     |         |         |                                                 |        |       |       |
| Fonte: Ministero dell'interno |                         |                      |                     |         |         |                                                 |        |       |       |

#### Cernusco sul Naviglio
| Candidati                     | Candidati                 | II turno             | II turno         | I turno | I turno | Liste                     | Voti   | %     | Seggi |
| Candidati                     | Candidati                 | Voti                 | %                | Voti    | %       | Liste                     | Voti   | %     | Seggi |
| ----------------------------- | ------------------------- | -------------------- | ---------------- | ------- | ------- | ------------------------- | ------ | ----- | ----- |
|                               | Paolo Frigerio ✔️ Sindaco | 6 732                | 51,96            | 3 797   | 19,82   | Lega Nord                 | 3 675  | 20,39 | 12    |
|                               | Giulio Schmidt            | 6 225                | 48,04            | 4 878   | 25,46   | Forza Italia              | 4 390  | 24,36 | 2     |
| Seggio di coalizione          | Seggio di coalizione      | Seggio di coalizione | 48,04            | 4 878   | 25,46   | 1                         |        |       |       |
|                               | Claudio Bonora            | Claudio Bonora       | Claudio Bonora   | 3 708   | 19,36   | Vivere Cernusco           | 3 314  | 18,39 | 1     |
| Seggio di coalizione          | Seggio di coalizione      | Seggio di coalizione | Claudio Bonora   | 3 708   | 19,36   | 1                         |        |       |       |
|                               | Guzzi Vincenzina          | Guzzi Vincenzina     | Guzzi Vincenzina | 3 256   | 17,00   | Partito Popolare Italiano | 3 250  | 18,04 | 1     |
| Seggio di coalizione          | Seggio di coalizione      | Seggio di coalizione | Guzzi Vincenzina | 3 256   | 17,00   | 1                         |        |       |       |
|                               | Benedetto Caputo          | Benedetto Caputo     | Benedetto Caputo | 1 552   | 8,10    | Obiettivo Cernusco        | 1 521  | 8,44  | –     |
| Seggio di coalizione          | Seggio di coalizione      | Seggio di coalizione | Benedetto Caputo | 1 552   | 8,10    | 1                         |        |       |       |
|                               | Antonello Patta           | Antonello Patta      | Antonello Patta  | 1 409   | 7,36    | Rifondazione Comunista    | 1 239  | 6,88  | –     |
|                               | Franco Generali           | Franco Generali      | Franco Generali  | 556     | 2,90    | Alleanza Nazionale        | 631    | 3,50  | –     |
| Totale                        | Totale                    | 12 957               | 100              | 19 156  | 100     |                           | 18 020 | 100   | 20    |
|                               |                           |                      |                  |         |         |                           |        |       |       |
| Fonte: Ministero dell'interno |                           |                      |                  |         |         |                           |        |       |       |

#### Desio
| Candidati                     | Candidati                         | II turno              | II turno              | I turno | I turno | Liste                              | Voti   | %     | Seggi |
| Candidati                     | Candidati                         | Voti                  | %                     | Voti    | %       | Liste                              | Voti   | %     | Seggi |
| ----------------------------- | --------------------------------- | --------------------- | --------------------- | ------- | ------- | ---------------------------------- | ------ | ----- | ----- |
|                               | Stefano Pietro Fontana ✔️ Sindaco | 9 388                 | 58,71                 | 5 901   | 25,04   | Lega Nord                          | 5 549  | 25,53 | 18    |
|                               | Davide Seveso                     | 6 602                 | 41,29                 | 9 483   | 40,24   | Forza Italia                       | 6 536  | 30,07 | 5     |
| Partito Popolare Italiano     | Davide Seveso                     | 6 602                 | 41,29                 | 9 483   | 40,24   | 2 404                              | 11,06  | 1     |       |
| Seggio di coalizione          | Seggio di coalizione              | Seggio di coalizione  | 41,29                 | 9 483   | 40,24   | 1                                  |        |       |       |
|                               | Giuseppe Como                     | Giuseppe Como         | Giuseppe Como         | 5 363   | 22,75   | Partito Democratico della Sinistra | 2 577  | 11,86 | 2     |
| Alternativa Verde per Desio   | Giuseppe Como                     | Giuseppe Como         | Giuseppe Como         | 5 363   | 22,75   | 1 095                              | 5,04   | –     |       |
| Rifondazione Comunista        | Giuseppe Como                     | Giuseppe Como         | Giuseppe Como         | 5 363   | 22,75   | 954                                | 4,39   | –     |       |
| Seggio di coalizione          | Seggio di coalizione              | Seggio di coalizione  | Giuseppe Como         | 5 363   | 22,75   | 1                                  |        |       |       |
|                               | Francesco Fonti                   | Francesco Fonti       | Francesco Fonti       | 1 537   | 6,52    | Alleanza per Desio                 | 1 423  | 6,55  | –     |
| Seggio di coalizione          | Seggio di coalizione              | Seggio di coalizione  | Francesco Fonti       | 1 537   | 6,52    | 1                                  |        |       |       |
|                               | Piergianni Prosperini             | Piergianni Prosperini | Piergianni Prosperini | 1 285   | 5,45    | Alleanza Nazionale                 | 1 193  | 5,49  | –     |
| Seggio di coalizione          | Seggio di coalizione              | Seggio di coalizione  | Piergianni Prosperini | 1 285   | 5,45    | 1                                  |        |       |       |
| Totale                        | Totale                            | 15 990                | 100                   | 23 569  | 100     |                                    | 21 737 | 100   | 30    |
|                               |                                   |                       |                       |         |         |                                    |        |       |       |
| Fonte: Ministero dell'interno |                                   |                       |                       |         |         |                                    |        |       |       |

#### Lissone
| Candidati                     | Candidati               | II turno               | II turno               | I turno | I turno | Liste                     | Voti   | %     | Seggi |
| Candidati                     | Candidati               | Voti                   | %                      | Voti    | %       | Liste                     | Voti   | %     | Seggi |
| ----------------------------- | ----------------------- | ---------------------- | ---------------------- | ------- | ------- | ------------------------- | ------ | ----- | ----- |
|                               | Fabio Meroni ✔️ Sindaco | 9 052                  | 58,52                  | 5 445   | 24,24   | Lega Nord                 | 5 278  | 25,40 | 18    |
|                               | Pietro Pirola           | 6 415                  | 41,48                  | 6 612   | 29,43   | Forza Italia              | 6 448  | 31,03 | 4     |
| Seggio di coalizione          | Seggio di coalizione    | Seggio di coalizione   | 41,48                  | 6 612   | 29,43   | 1                         |        |       |       |
|                               | Fabrizio Amoretti       | Fabrizio Amoretti      | Fabrizio Amoretti      | 4 320   | 19,23   | Progressisti              | 2 931  | 14,11 | 2     |
| Rifondazione Comunista        | Fabrizio Amoretti       | Fabrizio Amoretti      | Fabrizio Amoretti      | 4 320   | 19,23   | 797                       | 3,84   | –     |       |
| Seggio di coalizione          | Seggio di coalizione    | Seggio di coalizione   | Fabrizio Amoretti      | 4 320   | 19,23   | 1                         |        |       |       |
|                               | Vittorio Fossati        | Vittorio Fossati       | Vittorio Fossati       | 3 944   | 17,56   | Partito Popolare Italiano | 2 107  | 10,14 | 1     |
| Patto Segni                   | Vittorio Fossati        | Vittorio Fossati       | Vittorio Fossati       | 3 944   | 17,56   | 1 345                     | 6,47   | 1     |       |
| Seggio di coalizione          | Seggio di coalizione    | Seggio di coalizione   | Vittorio Fossati       | 3 944   | 17,56   | 1                         |        |       |       |
|                               | Isidoro Bianchi         | Isidoro Bianchi        | Isidoro Bianchi        | 1 402   | 6,24    | Rinnovare                 | 1 174  | 5,65  | –     |
| Seggio di coalizione          | Seggio di coalizione    | Seggio di coalizione   | Isidoro Bianchi        | 1 402   | 6,24    | 1                         |        |       |       |
|                               | Umberto Franco Bonetti  | Umberto Franco Bonetti | Umberto Franco Bonetti | 741     | 3,30    | Alleanza Nazionale        | 698    | 3,36  | –     |
| Totale                        | Totale                  | 15 467                 | 100                    | 22 464  | 100     |                           | 20 778 | 100   | 30    |
|                               |                         |                        |                        |         |         |                           |        |       |       |
| Fonte: Ministero dell'interno |                         |                        |                        |         |         |                           |        |       |       |

#### Melegnano
| Candidati                     | Candidati                  | II turno                   | II turno                   | I turno | I turno | Liste | Voti   | %     | Seggi |
| Candidati                     | Candidati                  | Voti                       | %                          | Voti    | %       | Liste | Voti   | %     | Seggi |
| ----------------------------- | -------------------------- | -------------------------- | -------------------------- | ------- | ------- | --- | ------ | ----- | ----- |
|                               | Pietro Mezzi ✔️ Sindaco    | 4 718                      | 51,65                      | 2 569   | 22,04   | Melegnano Progressista (Partito Democratico della Sinistra-Federazione dei Verdi-Partito Repubblicano Italiano) | 2 367  | 21,46 | 12    |
|                               | Gian Carlo Corti           | 4 417                      | 48,35                      | 2 694   | 23,11   | Partito Popolare Italiano                                                                                       | 2 474  | 22,43 | 2     |
| Seggio di coalizione          | Seggio di coalizione       | Seggio di coalizione       | 48,35                      | 2 694   | 23,11   | 1 |        |       |       |
|                               | Alberto Zacchetti          | Alberto Zacchetti          | Alberto Zacchetti          | 2 216   | 19,01   | Forza Italia | 2 162  | 19,60 | 1     |
| Seggio di coalizione          | Seggio di coalizione       | Seggio di coalizione       | Alberto Zacchetti          | 2 216   | 19,01   | 1 |        |       |       |
|                               | Angelo Perini              | Angelo Perini              | Angelo Perini              | 1 420   | 12,18   | Lega Nord | 1 367  | 12,39 | –     |
| Seggio di coalizione          | Seggio di coalizione       | Seggio di coalizione       | Angelo Perini              | 1 420   | 12,18   | 1 |        |       |       |
|                               | Massimo Giancarlo Stroppa  | Massimo Giancarlo Stroppa  | Massimo Giancarlo Stroppa  | 1 159   | 9,94    | Rifondazione Comunista                                                                                          | 1 117  | 10,13 | –     |
| Seggio di coalizione          | Seggio di coalizione       | Seggio di coalizione       | Massimo Giancarlo Stroppa  | 1 159   | 9,94    | 1 |        |       |       |
|                               | Achille Maroni             | Achille Maroni             | Achille Maroni             | 932     | 8,00    | Melegnano Democratica                                                                                           | 872    | 7,90  | –     |
| Seggio di coalizione          | Seggio di coalizione       | Seggio di coalizione       | Achille Maroni             | 932     | 8,00    | 1 |        |       |       |
|                               | Marina Bruni Baccalini     | Marina Bruni Baccalini     | Marina Bruni Baccalini     | 445     | 3,82    | Alleanza Nazionale                                                                                              | 429    | 3,89  | –     |
|                               | Gabriella Berlizani Donati | Gabriella Berlizani Donati | Gabriella Berlizani Donati | 222     | 1,90    | Alleanza per Melegnano                                                                                          | 243    | 2,20  | –     |
| Totale                        | Totale                     | 9 135                      | 100                        | 11 657  | 100     | | 11 031 | 100   | 20    |
|                               |                            |                            |                            |         |         | |        |       |       |
| Fonte: Ministero dell'interno |                            |                            |                            |         |         | |        |       |       |

#### Pieve Emanuele
| Candidati                     | Candidati                 | II turno             | II turno            | I turno | I turno | Liste                              | Voti  | %     | Seggi |
| Candidati                     | Candidati                 | Voti                 | %                   | Voti    | %       | Liste                              | Voti  | %     | Seggi |
| ----------------------------- | ------------------------- | -------------------- | ------------------- | ------- | ------- | ---------------------------------- | ----- | ----- | ----- |
|                               | Umberto Franco ✔️ Sindaco | 3 466                | 52,10               | 2 413   | 24,20   | Partito Democratico della Sinistra | 1 356 | 14,29 | 6     |
| Rifondazione Comunista        | Umberto Franco ✔️ Sindaco | 3 466                | 52,10               | 2 413   | 24,20   | 849                                | 8,94  | 4     |       |
|                               | Michele Iannantuoni       | 3 186                | 47,90               | 2 204   | 22,10   | Forza Italia                       | 2 131 | 22,45 | 2     |
| Seggio di coalizione          | Seggio di coalizione      | Seggio di coalizione | 47,90               | 2 204   | 22,10   | 1                                  |       |       |       |
|                               | Stefano Natalucci         | Stefano Natalucci    | Stefano Natalucci   | 983     | 9,86    | Alleanza Nazionale                 | 983   | 10,36 | –     |
| Seggio di coalizione          | Seggio di coalizione      | Seggio di coalizione | Stefano Natalucci   | 983     | 9,86    | 1                                  |       |       |       |
|                               | Stefano Enrico Comi       | Stefano Enrico Comi  | Stefano Enrico Comi | 716     | 7,18    | Lega Nord                          | 724   | 7,63  | –     |
| Seggio di coalizione          | Seggio di coalizione      | Seggio di coalizione | Stefano Enrico Comi | 716     | 7,18    | 1                                  |       |       |       |
|                               | Ubaldo Bungaro            | Ubaldo Bungaro       | Ubaldo Bungaro      | 655     | 6,57    | Insieme per Pieve                  | 663   | 6,98  | –     |
| Seggio di coalizione          | Seggio di coalizione      | Seggio di coalizione | Ubaldo Bungaro      | 655     | 6,57    | 1                                  |       |       |       |
|                               | Giuseppe Polistena        | Giuseppe Polistena   | Giuseppe Polistena  | 633     | 6,35    | Federazione dei Verdi              | 611   | 6,44  | –     |
| Seggio di coalizione          | Seggio di coalizione      | Seggio di coalizione | Giuseppe Polistena  | 633     | 6,35    | 1                                  |       |       |       |
|                               | Ideo Ponti                | Ideo Ponti           | Ideo Ponti          | 618     | 6,20    | Forza Pieve                        | 611   | 6,44  | –     |
| Seggio di coalizione          | Seggio di coalizione      | Seggio di coalizione | Ideo Ponti          | 618     | 6,20    | 1                                  |       |       |       |
|                               | Rocco Pinto               | Rocco Pinto          | Rocco Pinto         | 533     | 5,34    | Partito Popolare Italiano          | 481   | 5,07  | –     |
|                               | Angelo Paganini           | Angelo Paganini      | Angelo Paganini     | 526     | 5,27    | Lista per la Città (A)             | 510   | 5,37  | 1     |
| Seggio di coalizione          | Seggio di coalizione      | Seggio di coalizione | Angelo Paganini     | 526     | 5,27    | 1                                  |       |       |       |
|                               | Andrea Schiavi            | Andrea Schiavi       | Andrea Schiavi      | 355     | 3,56    | Club Forza Pieve                   | 362   | 3,81  | –     |
|                               | Giuseppe Roveda           | Giuseppe Roveda      | Giuseppe Roveda     | 336     | 3,37    | Lista Pieve                        | 313   | 3,30  | –     |
| Totale                        | Totale                    | 6 652                | 100                 | 9 972   | 100     |                                    | 9 492 | 100   | 20    |
|                               |                           |                      |                     |         |         |                                    |       |       |       |
| Fonte: Ministero dell'interno |                           |                      |                     |         |         |                                    |       |       |       |

#### Rho
| Candidati                     | Candidati                      | II turno              | II turno              | I turno | I turno | Liste                              | Voti   | %     | Seggi |
| Candidati                     | Candidati                      | Voti                  | %                     | Voti    | %       | Liste                              | Voti   | %     | Seggi |
| ----------------------------- | ------------------------------ | --------------------- | --------------------- | ------- | ------- | ---------------------------------- | ------ | ----- | ----- |
|                               | Arianna Cavicchioli ✔️ Sindaca | 12 539                | 51,83                 | 9 096   | 26,05   | Partito Democratico della Sinistra | 3 896  | 12,07 | 9     |
| Rifondazione Comunista        | Arianna Cavicchioli ✔️ Sindaca | 12 539                | 51,83                 | 9 096   | 26,05   | 3 103                              | 9,61   | 7     |       |
| Federazione dei Verdi-La Rete | Arianna Cavicchioli ✔️ Sindaca | 12 539                | 51,83                 | 9 096   | 26,05   | 814                                | 2,52   | 2     |       |
|                               | Marco Marconi                  | 11 652                | 48,17                 | 13 377  | 38,31   | Forza Italia                       | 8 061  | 24,98 | 4     |
| Patto Segni                   | Marco Marconi                  | 11 652                | 48,17                 | 13 377  | 38,31   | 2 160                              | 6,69   | 1     |       |
| Alleanza Nazionale            | Marco Marconi                  | 11 652                | 48,17                 | 13 377  | 38,31   | 2 157                              | 6,68   | 1     |       |
| Seggio di coalizione          | Seggio di coalizione           | Seggio di coalizione  | 48,17                 | 13 377  | 38,31   | 1                                  |        |       |       |
|                               | Marziano Serventi              | Marziano Serventi     | Marziano Serventi     | 6 036   | 17,29   | Lega Nord                          | 5 814  | 18,01 | 2     |
| Seggio di coalizione          | Seggio di coalizione           | Seggio di coalizione  | Marziano Serventi     | 6 036   | 17,29   | 1                                  |        |       |       |
|                               | Paola Pessina Giudici          | Paola Pessina Giudici | Paola Pessina Giudici | 4 710   | 13,49   | Partito Popolare Italiano          | 4 657  | 14,43 | 1     |
| Seggio di coalizione          | Seggio di coalizione           | Seggio di coalizione  | Paola Pessina Giudici | 4 710   | 13,49   | 1                                  |        |       |       |
|                               | Giancarlo Ghimenton            | Giancarlo Ghimenton   | Giancarlo Ghimenton   | 1 696   | 4,86    | Insieme per Rho                    | 1 614  | 5,00  | –     |
| Totale                        | Totale                         | 24 191                | 100                   | 34 915  | 100     |                                    | 32 276 | 100   | 30    |
|                               |                                |                       |                       |         |         |                                    |        |       |       |
| Fonte: Ministero dell'interno |                                |                       |                       |         |         |                                    |        |       |       |

#### San Donato Milanese
| Candidati                             | Candidati                    | II turno             | II turno            | I turno | I turno | Liste                              | Voti   | %     | Seggi |
| Candidati                             | Candidati                    | Voti                 | %                   | Voti    | %       | Liste                              | Voti   | %     | Seggi |
| ------------------------------------- | ---------------------------- | -------------------- | ------------------- | ------- | ------- | ---------------------------------- | ------ | ----- | ----- |
|                                       | Gabriella Achilli ✔️ Sindaca | 9 147                | 58,14               | 6 864   | 32,46   | Partito Democratico della Sinistra | 3 924  | 20,33 | 12    |
| Partito Popolare Italiano-Patto Segni | Gabriella Achilli ✔️ Sindaca | 9 147                | 58,14               | 6 864   | 32,46   | 2 129                              | 11,03  | 6     |       |
|                                       | Gian Pietro Papetti          | 6 587                | 41,86               | 6 662   | 31,50   | Forza Italia                       | 4 828  | 25,02 | 4     |
| Alleanza Nazionale                    | Gian Pietro Papetti          | 6 587                | 41,86               | 6 662   | 31,50   | 1 138                              | 5,90   | 1     |       |
| Seggio di coalizione                  | Seggio di coalizione         | Seggio di coalizione | 41,86               | 6 662   | 31,50   | 1                                  |        |       |       |
|                                       | Mauro Saverio Tassi          | Mauro Saverio Tassi  | Mauro Saverio Tassi | 3 400   | 16,08   | Federazione dei Verdi              | 1 590  | 8,24  | 1     |
| Partito Repubblicano Italiano         | Mauro Saverio Tassi          | Mauro Saverio Tassi  | Mauro Saverio Tassi | 3 400   | 16,08   | 860                                | 4,46   | 1     |       |
| Alleanza per San Donato               | Mauro Saverio Tassi          | Mauro Saverio Tassi  | Mauro Saverio Tassi | 3 400   | 16,08   | 792                                | 4,10   | –     |       |
| Seggio di coalizione                  | Seggio di coalizione         | Seggio di coalizione | Mauro Saverio Tassi | 3 400   | 16,08   | 1                                  |        |       |       |
|                                       | Silvio Ippoliti              | Silvio Ippoliti      | Silvio Ippoliti     | 2 011   | 9,51    | Lega Nord                          | 1 895  | 9,82  | 1     |
| Seggio di coalizione                  | Seggio di coalizione         | Seggio di coalizione | Silvio Ippoliti     | 2 011   | 9,51    | 1                                  |        |       |       |
|                                       | Paolo Gasparini              | Paolo Gasparini      | Paolo Gasparini     | 1 206   | 5,70    | Rifondazione Comunista             | 1 147  | 5,94  | –     |
| Seggio di coalizione                  | Seggio di coalizione         | Seggio di coalizione | Paolo Gasparini     | 1 206   | 5,70    | 1                                  |        |       |       |
|                                       | Andrea Anselmi               | Andrea Anselmi       | Andrea Anselmi      | 814     | 3,85    | San Donato Domani                  | 737    | 3,82  | –     |
|                                       | Sergio Ferrari               | Sergio Ferrari       | Sergio Ferrari      | 192     | 0,91    | Alleanza Umanista                  | 260    | 1,35  | –     |
| Totale                                | Totale                       | 15 734               | 100                 | 21 149  | 100     |                                    | 19 300 | 100   | 30    |
|                                       |                              |                      |                     |         |         |                                    |        |       |       |
| Fonte: Ministero dell'interno         |                              |                      |                     |         |         |                                    |        |       |       |

#### Sesto San Giovanni
| Candidati                     | Candidati                       | II turno                     | II turno                     | I turno | I turno | Liste                              | Voti   | %     | Seggi |
| Candidati                     | Candidati                       | Voti                         | %                            | Voti    | %       | Liste                              | Voti   | %     | Seggi |
| ----------------------------- | ------------------------------- | ---------------------------- | ---------------------------- | ------- | ------- | ---------------------------------- | ------ | ----- | ----- |
|                               | Filippo Luigi Penati ✔️ Sindaco | 23 005                       | 51,62                        | 22 289  | 38,71   | Partito Democratico della Sinistra | 15 665 | 28,84 | 14    |
| Rifondazione Comunista        | Filippo Luigi Penati ✔️ Sindaco | 23 005                       | 51,62                        | 22 289  | 38,71   | 3 667                              | 6,75   | 3     |       |
| Insieme per la città          | Filippo Luigi Penati ✔️ Sindaco | 23 005                       | 51,62                        | 22 289  | 38,71   | 1 100                              | 2,02   | 1     |       |
|                               | Enrico Rossetti                 | 21 557                       | 48,38                        | 20 043  | 34,81   | Forza Italia                       | 19 139 | 35,23 | 7     |
| Seggio di coalizione          | Seggio di coalizione            | Seggio di coalizione         | 48,38                        | 20 043  | 34,81   | 1                                  |        |       |       |
|                               | Agnese Maria Pilat              | Agnese Maria Pilat           | Agnese Maria Pilat           | 5 404   | 9,39    | Lega Nord                          | 5 209  | 9,59  | 1     |
| Seggio di coalizione          | Seggio di coalizione            | Seggio di coalizione         | Agnese Maria Pilat           | 5 404   | 9,39    | 1                                  |        |       |       |
|                               | Franco Gioacchino Mulè          | Franco Gioacchino Mulè       | Franco Gioacchino Mulè       | 3 888   | 6,75    | Partito Popolare Italiano          | 3 813  | 7,02  | –     |
| Seggio di coalizione          | Seggio di coalizione            | Seggio di coalizione         | Franco Gioacchino Mulè       | 3 888   | 6,75    | 1                                  |        |       |       |
|                               | Romano Maria La Russa           | Romano Maria La Russa        | Romano Maria La Russa        | 2 824   | 4,90    | Alleanza Nazionale                 | 2 725  | 5,02  | –     |
| Seggio di coalizione          | Seggio di coalizione            | Seggio di coalizione         | Romano Maria La Russa        | 2 824   | 4,90    | 1                                  |        |       |       |
|                               | Angelo Cerchia                  | Angelo Cerchia               | Angelo Cerchia               | 1 479   | 2,57    | Partito Socialista Italiano        | 1 415  | 2,60  | –     |
|                               | Miriam Cavagnaro Cazzavillan    | Miriam Cavagnaro Cazzavillan | Miriam Cavagnaro Cazzavillan | 1 207   | 2,10    | Progetto Città                     | 1 171  | 2,16  | –     |
|                               | Stefano Dotti                   | Stefano Dotti                | Stefano Dotti                | 447     | 0,78    | Alleanza Umanista                  | 419    | 0,77  | –     |
| Totale                        | Totale                          | 44 562                       | 100                          | 57 581  | 100     |                                    | 54 323 | 100   | 30    |
|                               |                                 |                              |                              |         |         |                                    |        |       |       |
| Fonte: Ministero dell'interno |                                 |                              |                              |         |         |                                    |        |       |       |

### Provincia di Brescia

#### Desenzano del Garda
| Candidati                     | Candidati                | II turno             | II turno          | I turno | I turno | Liste                     | Voti   | %     | Seggi |
| Candidati                     | Candidati                | Voti                 | %                 | Voti    | %       | Liste                     | Voti   | %     | Seggi |
| ----------------------------- | ------------------------ | -------------------- | ----------------- | ------- | ------- | ------------------------- | ------ | ----- | ----- |
|                               | Massimo Rocca ✔️ Sindaco | 8 154                | 64,33             | 5 313   | 34,33   | Progressisti              | 2 897  | 21,46 | 9     |
| Una Città per Tutti           | Massimo Rocca ✔️ Sindaco | 8 154                | 64,33             | 5 313   | 34,33   | 1 077                     | 7,98   | 3     |       |
|                               | Marco Palvarini          | 4 522                | 35,67             | 4 283   | 27,67   | Forza Italia              | 2 736  | 20,27 | 3     |
| Alleanza Nazionale            | Marco Palvarini          | 4 522                | 35,67             | 4 283   | 27,67   | 589                       | 4,36   | –     |       |
| Città di Desenzano            | Marco Palvarini          | 4 522                | 35,67             | 4 283   | 27,67   | 581                       | 4,30   | –     |       |
| Seggio di coalizione          | Seggio di coalizione     | Seggio di coalizione | 35,67             | 4 283   | 27,67   | 1                         |        |       |       |
|                               | Giovanni Venieri         | Giovanni Venieri     | Giovanni Venieri  | 2 481   | 16,03   | Lega Nord                 | 2 343  | 17,36 | 1     |
| Seggio di coalizione          | Seggio di coalizione     | Seggio di coalizione | Giovanni Venieri  | 2 481   | 16,03   | 1                         |        |       |       |
|                               | Vittorio Fracassi        | Vittorio Fracassi    | Vittorio Fracassi | 1 655   | 10,69   | Partito Popolare Italiano | 1 618  | 11,99 | –     |
| Seggio di coalizione          | Seggio di coalizione     | Seggio di coalizione | Vittorio Fracassi | 1 655   | 10,69   | 1                         |        |       |       |
|                               | Fausto Farina            | Fausto Farina        | Fausto Farina     | 783     | 5,06    | Uniti per Desenzano       | 722    | 5,35  | –     |
|                               | Ezio Breda               | Ezio Breda           | Ezio Breda        | 622     | 4,02    | Unione Civica '94 (A)     | 622    | 4,61  | –     |
| Seggio di coalizione          | Seggio di coalizione     | Seggio di coalizione | Ezio Breda        | 622     | 4,02    | 1                         |        |       |       |
|                               | Antonio Modena           | Antonio Modena       | Antonio Modena    | 340     | 2,20    | Ambiente e Sport          | 313    | 2,32  | –     |
| Totale                        | Totale                   | 12 676               | 100               | 15 477  | 100     |                           | 13 499 | 100   | 20    |
|                               |                          |                      |                   |         |         |                           |        |       |       |
| Fonte: Ministero dell'interno |                          |                      |                   |         |         |                           |        |       |       |

### Provincia di Como

#### Como
| Candidati                     | Candidati                | II turno             | II turno          | I turno | I turno | Liste                          | Voti   | %     | Seggi |
| Candidati                     | Candidati                | Voti                 | %                 | Voti    | %       | Liste                          | Voti   | %     | Seggi |
| ----------------------------- | ------------------------ | -------------------- | ----------------- | ------- | ------- | ------------------------------ | ------ | ----- | ----- |
|                               | Alberto Botta ✔️ Sindaco | 22 461               | 54,46             | 23 787  | 40,53   | Forza Italia                   | 12 851 | 24,65 | 16    |
| Alleanza Nazionale            | Alberto Botta ✔️ Sindaco | 22 461               | 54,46             | 23 787  | 40,53   | 5 584                          | 10,71  | 6     |       |
| Centro Cristiano Democratico  | Alberto Botta ✔️ Sindaco | 22 461               | 54,46             | 23 787  | 40,53   | 1 805                          | 3,46   | 2     |       |
|                               | Maurizio Mantero         | 18 784               | 45,54             | 9 087   | 15,48   | Como per Como                  | 8 022  | 15,39 | 3     |
| Seggio di coalizione          | Seggio di coalizione     | Seggio di coalizione | 45,54             | 9 087   | 15,48   | 1                              |        |       |       |
|                               | Alberto Frigerio         | Alberto Frigerio     | Alberto Frigerio  | 7 871   | 13,41   | Lega Nord                      | 7 772  | 14,91 | 3     |
| Seggio di coalizione          | Seggio di coalizione     | Seggio di coalizione | Alberto Frigerio  | 7 871   | 13,41   | 1                              |        |       |       |
|                               | Aniello Rinaldi          | Aniello Rinaldi      | Aniello Rinaldi   | 7 559   | 12,88   | Progressisti                   | 4 879  | 9,36  | 2     |
| Rifondazione Comunista        | Aniello Rinaldi          | Aniello Rinaldi      | Aniello Rinaldi   | 7 559   | 12,88   | 1 857                          | 3,56   | –     |       |
| Seggio di coalizione          | Seggio di coalizione     | Seggio di coalizione | Aniello Rinaldi   | 7 559   | 12,88   | 1                              |        |       |       |
|                               | Adriano Sampietro        | Adriano Sampietro    | Adriano Sampietro | 5 758   | 9,81    | Partito Popolare Italiano      | 5 611  | 10,76 | 2     |
| Seggio di coalizione          | Seggio di coalizione     | Seggio di coalizione | Adriano Sampietro | 5 758   | 9,81    | 1                              |        |       |       |
|                               | Bruno Magatti            | Bruno Magatti        | Bruno Magatti     | 4 387   | 7,47    | Progetto Per Amministrare Como | 3 553  | 6,81  | 1     |
| Seggio di coalizione          | Seggio di coalizione     | Seggio di coalizione | Bruno Magatti     | 4 387   | 7,47    | 1                              |        |       |       |
|                               | Pierangelo Brivio        | Pierangelo Brivio    | Pierangelo Brivio | 246     | 0,42    | Alleanza Lombarda Autonomia    | 205    | 0,39  | –     |
| Totale                        | Totale                   | 41 245               | 100               | 58 695  | 100     |                                | 52 139 | 100   | 40    |
|                               |                          |                      |                   |         |         |                                |        |       |       |
| Fonte: Ministero dell'interno |                          |                      |                   |         |         |                                |        |       |       |

### Provincia di Varese

#### Somma Lombardo
| Candidati                     | Candidati                              | II turno             | II turno             | I turno | I turno | Liste                              | Voti   | %     | Seggi |
| Candidati                     | Candidati                              | Voti                 | %                    | Voti    | %       | Liste                              | Voti   | %     | Seggi |
| ----------------------------- | -------------------------------------- | -------------------- | -------------------- | ------- | ------- | ---------------------------------- | ------ | ----- | ----- |
|                               | Giovanni Battista Calderoni ✔️ Sindaco | 4 960                | 62,57                | 3 355   | 29,97   | Lega Nord                          | 3 326  | 31,96 | 12    |
|                               | Serafina Tessore Moretti               | 2 967                | 37,43                | 2 816   | 25,16   | Forza Italia                       | 2 774  | 26,66 | 3     |
| Seggio di coalizione          | Seggio di coalizione                   | Seggio di coalizione | 37,43                | 2 816   | 25,16   | 1                                  |        |       |       |
|                               | Claudio Brovelli                       | Claudio Brovelli     | Claudio Brovelli     | 2 534   | 22,64   | Partito Democratico della Sinistra | 1 182  | 11,36 | 1     |
| Rifondazione Comunista        | Claudio Brovelli                       | Claudio Brovelli     | Claudio Brovelli     | 2 534   | 22,64   | 709                                | 6,81   | 1     |       |
| Seggio di coalizione          | Seggio di coalizione                   | Seggio di coalizione | Claudio Brovelli     | 2 534   | 22,64   | 1                                  |        |       |       |
|                               | Giuseppe Varalli                       | Giuseppe Varalli     | Giuseppe Varalli     | 1 202   | 10,74   | Partito Popolare Italiano          | 1 170  | 11,24 | –     |
| Seggio di coalizione          | Seggio di coalizione                   | Seggio di coalizione | Giuseppe Varalli     | 1 202   | 10,74   | 1                                  |        |       |       |
|                               | Fulvio Casale                          | Fulvio Casale        | Fulvio Casale        | 519     | 4,64    | Alleanza Nazionale                 | 501    | 4,81  | –     |
|                               | Sandro Criseo                          | Sandro Criseo        | Sandro Criseo        | 263     | 2,35    | Partito Socialista Italiano        | 236    | 2,27  | –     |
|                               | Sergio Ennio Caniati                   | Sergio Ennio Caniati | Sergio Ennio Caniati | 254     | 2,27    | Federazione dei Verdi              | 250    | 2,40  | –     |
|                               | Alfonso Francese                       | Alfonso Francese     | Alfonso Francese     | 251     | 2,24    | Alleanza Democratica               | 258    | 2,48  | –     |
| Totale                        | Totale                                 | 7 927                | 100                  | 11 194  | 100     |                                    | 10 406 | 100   | 20    |
|                               |                                        |                      |                      |         |         |                                    |        |       |       |
| Fonte: Ministero dell'interno |                                        |                      |                      |         |         |                                    |        |       |       |

## Elezioni del novembre 1994

### Provincia di Milano

#### Bresso
| Candidati                     | Candidati                         | II turno                | II turno                | I turno | I turno | Liste                  | Voti   | %     | Seggi |
| Candidati                     | Candidati                         | Voti                    | %                       | Voti    | %       | Liste                  | Voti   | %     | Seggi |
| ----------------------------- | --------------------------------- | ----------------------- | ----------------------- | ------- | ------- | ---------------------- | ------ | ----- | ----- |
|                               | Daniele Mario Gianuzzi ✔️ Sindaco | 8 558                   | 53,15                   | 7 280   | 37,75   | Forza Italia           | 3 510  | 19,12 | 9     |
| Lega Nord                     | Daniele Mario Gianuzzi ✔️ Sindaco | 8 558                   | 53,15                   | 7 280   | 37,75   | 1 915                  | 10,43  | 5     |       |
| Partito Popolare Italiano     | Daniele Mario Gianuzzi ✔️ Sindaco | 8 558                   | 53,15                   | 7 280   | 37,75   | 1 601                  | 8,72   | 4     |       |
|                               | Claudio Zucchi                    | 7 543                   | 46,85                   | 5 156   | 26,74   | Lista Progressista     | 3 082  | 16,79 | 4     |
| Alleanza per Bresso           | Claudio Zucchi                    | 7 543                   | 46,85                   | 5 156   | 26,74   | 1 075                  | 5,86   | 1     |       |
| Patto Segni                   | Claudio Zucchi                    | 7 543                   | 46,85                   | 5 156   | 26,74   | 715                    | 3,90   | –     |       |
| Seggio di coalizione          | Seggio di coalizione              | Seggio di coalizione    | 46,85                   | 5 156   | 26,74   | 1                      |        |       |       |
|                               | Olga Riva Raspelli                | Olga Riva Raspelli      | Olga Riva Raspelli      | 2 066   | 10,71   | Rifondazione Comunista | 1 940  | 10,57 | 1     |
| Seggio di coalizione          | Seggio di coalizione              | Seggio di coalizione    | Olga Riva Raspelli      | 2 066   | 10,71   | 1                      |        |       |       |
|                               | Luca Bergamaschi                  | Luca Bergamaschi        | Luca Bergamaschi        | 1 895   | 9,83    | Il Tavolaccio          | 1 771  | 9,65  | 1     |
| Seggio di coalizione          | Seggio di coalizione              | Seggio di coalizione    | Luca Bergamaschi        | 1 895   | 9,83    | 1                      |        |       |       |
|                               | Fabio Emilio Paracchini           | Fabio Emilio Paracchini | Fabio Emilio Paracchini | 1 424   | 7,38    | Alleanza Nazionale     | 1 384  | 7,54  | –     |
| Seggio di coalizione          | Seggio di coalizione              | Seggio di coalizione    | Fabio Emilio Paracchini | 1 424   | 7,38    | 1                      |        |       |       |
|                               | Saverio Pagano                    | Saverio Pagano          | Saverio Pagano          | 1 304   | 6,76    | Italia Libera (A)      | 1 205  | 6,57  | –     |
| Seggio di coalizione          | Seggio di coalizione              | Seggio di coalizione    | Saverio Pagano          | 1 304   | 6,76    | 1                      |        |       |       |
|                               | Daniele Quattrocchi               | Daniele Quattrocchi     | Daniele Quattrocchi     | 159     | 0,82    | Alleanza Umanista      | 155    | 0,84  | –     |
| Totale                        | Totale                            | 16 101                  | 100                     | 19 284  | 100     |                        | 18 353 | 100   | 30    |
|                               |                                   |                         |                         |         |         |                        |        |       |       |
| Fonte: Ministero dell'interno |                                   |                         |                         |         |         |                        |        |       |       |

#### Nerviano
| Candidati                     | Candidati                  | II turno                   | II turno                   | I turno | I turno | Liste                     | Voti  | %     | Seggi |
| Candidati                     | Candidati                  | Voti                       | %                          | Voti    | %       | Liste                     | Voti  | %     | Seggi |
| ----------------------------- | -------------------------- | -------------------------- | -------------------------- | ------- | ------- | ------------------------- | ----- | ----- | ----- |
|                               | Sergio Parini ✔️ Sindaco   | 5 363                      | 56,17                      | 3 409   | 31,95   | Lega Nord                 | 2 239 | 22,56 | 9     |
| Federazione dei Verdi         | Sergio Parini ✔️ Sindaco   | 5 363                      | 56,17                      | 3 409   | 31,95   | 778                       | 7,84  | 3     |       |
|                               | Domenico Marcucci          | 4 184                      | 43,83                      | 3 090   | 28,96   | Insieme per Nerviano      | 2 913 | 29,35 | 3     |
| Seggio di coalizione          | Seggio di coalizione       | Seggio di coalizione       | 43,83                      | 3 090   | 28,96   | 1                         |       |       |       |
|                               | Giorgio Dellavedova        | Giorgio Dellavedova        | Giorgio Dellavedova        | 2 023   | 18,96   | Partito Popolare Italiano | 2 015 | 20,30 | 1     |
| Seggio di coalizione          | Seggio di coalizione       | Seggio di coalizione       | Giorgio Dellavedova        | 2 023   | 18,96   | 1                         |       |       |       |
|                               | Anna Maria Del Bello Lugli | Anna Maria Del Bello Lugli | Anna Maria Del Bello Lugli | 1 640   | 15,37   | Forza Italia              | 1 076 | 10,84 | 1     |
| Alleanza Nazionale            | Anna Maria Del Bello Lugli | Anna Maria Del Bello Lugli | Anna Maria Del Bello Lugli | 1 640   | 15,37   | 409                       | 4,12  | –     |       |
| Seggio di coalizione          | Seggio di coalizione       | Seggio di coalizione       | Anna Maria Del Bello Lugli | 1 640   | 15,37   | 1                         |       |       |       |
|                               | Fabrizio Garbagnati        | Fabrizio Garbagnati        | Fabrizio Garbagnati        | 509     | 4,77    | Nerviano Domani           | 495   | 4,99  | –     |
| Totale                        | Totale                     | 9 547                      | 100                        | 10 671  | 100     |                           | 9 925 | 100   | 20    |
|                               |                            |                            |                            |         |         |                           |       |       |       |
| Fonte: Ministero dell'interno |                            |                            |                            |         |         |                           |       |       |       |

#### Seveso
| Candidati                     | Candidati                             | II turno                              | II turno                              | I turno | I turno | Liste                                                                    | Voti   | %     | Seggi |
| Candidati                     | Candidati                             | Voti                                  | %                                     | Voti    | %       | Liste                                                                    | Voti   | %     | Seggi |
| ----------------------------- | ------------------------------------- | ------------------------------------- | ------------------------------------- | ------- | ------- | ------------------------------------------------------------------------ | ------ | ----- | ----- |
|                               | Giordano Cassetta ✔️ Sindaco          | 5 134                                 | 51,87                                 | 2 959   | 24,60   | Città Futura (Partito Democratico della Sinistra-Rifondazione Comunista) | 2 541  | 23,09 | 12    |
|                               | Antonio Matta                         | 4 764                                 | 48,13                                 | 3 112   | 25,87   | Partito Popolare Italiano                                                | 1 839  | 16,71 | 2     |
| Patto per Seveso              | Antonio Matta                         | 4 764                                 | 48,13                                 | 3 112   | 25,87   | 608                                                                      | 5,52   | –     |       |
| Federazione dei Verdi         | Antonio Matta                         | 4 764                                 | 48,13                                 | 3 112   | 25,87   | 384                                                                      | 3,49   | –     |       |
| Seggio di coalizione          | Seggio di coalizione                  | Seggio di coalizione                  | 48,13                                 | 3 112   | 25,87   | 1                                                                        |        |       |       |
|                               | Luciano Radaelli                      | Luciano Radaelli                      | Luciano Radaelli                      | 2 744   | 22,81   | Forza Italia                                                             | 1 987  | 18,05 | 2     |
| Alleanza Nazionale            | Luciano Radaelli                      | Luciano Radaelli                      | Luciano Radaelli                      | 2 744   | 22,81   | 591                                                                      | 5,37   | –     |       |
| Seggio di coalizione          | Seggio di coalizione                  | Seggio di coalizione                  | Luciano Radaelli                      | 2 744   | 22,81   | 1                                                                        |        |       |       |
|                               | Francesco Spagna                      | Francesco Spagna                      | Francesco Spagna                      | 2 434   | 20,24   | Lega Nord                                                                | 2 378  | 21,60 | 1     |
| Seggio di coalizione          | Seggio di coalizione                  | Seggio di coalizione                  | Francesco Spagna                      | 2 434   | 20,24   | 1                                                                        |        |       |       |
|                               | Carmela Tina Adriana Ruggieri Paiella | Carmela Tina Adriana Ruggieri Paiella | Carmela Tina Adriana Ruggieri Paiella | 779     | 6,48    | Seveso Oggi                                                              | 679    | 6,17  | –     |
| Totale                        | Totale                                | 9 898                                 | 100                                   | 12 028  | 100     |                                                                          | 11 007 | 100   | 20    |
|                               |                                       |                                       |                                       |         |         |                                                                          |        |       |       |
| Fonte: Ministero dell'interno |                                       |                                       |                                       |         |         |                                                                          |        |       |       |

#### Trezzano sul Naviglio
| Candidati                     | Candidati                           | II turno                            | II turno                            | I turno | I turno | Liste                                    | Voti   | %     | Seggi |
| Candidati                     | Candidati                           | Voti                                | %                                   | Voti    | %       | Liste                                    | Voti   | %     | Seggi |
| ----------------------------- | ----------------------------------- | ----------------------------------- | ----------------------------------- | ------- | ------- | ---------------------------------------- | ------ | ----- | ----- |
|                               | Ivano Eugenio Padovani ✔️ Sindaco   | 6 097                               | 58,37                               | 4 365   | 35,70   | Forza Italia                             | 2 034  | 18,21 | 7     |
| Lega Nord                     | Ivano Eugenio Padovani ✔️ Sindaco   | 6 097                               | 58,37                               | 4 365   | 35,70   | 948                                      | 8,49   | 3     |       |
| PPI                           | Ivano Eugenio Padovani ✔️ Sindaco   | 6 097                               | 58,37                               | 4 365   | 35,70   | 541                                      | 4,84   | 1     |       |
| Trezzano Nostra               | Ivano Eugenio Padovani ✔️ Sindaco   | 6 097                               | 58,37                               | 4 365   | 35,70   | 451                                      | 4,04   | 1     |       |
|                               | Tiziano Mauro Butturini             | 4 349                               | 41,63                               | 3 086   | 25,24   | Partito Democratico della Sinistra       | 1 930  | 17,28 | 2     |
| Per Trezzano                  | Tiziano Mauro Butturini             | 4 349                               | 41,63                               | 3 086   | 25,24   | 771                                      | 6,90   | 1     |       |
| Seggio di coalizione          | Seggio di coalizione                | Seggio di coalizione                | 41,63                               | 3 086   | 25,24   | 1                                        |        |       |       |
|                               | Corrado Felice Besozzi              | Corrado Felice Besozzi              | Corrado Felice Besozzi              | 1 131   | 9,25    | Progetto per Trezzano (A)                | 1 008  | 9,03  | –     |
| Seggio di coalizione          | Seggio di coalizione                | Seggio di coalizione                | Corrado Felice Besozzi              | 1 131   | 9,25    | 1                                        |        |       |       |
|                               | Oliviero Valerio Camisani           | Oliviero Valerio Camisani           | Oliviero Valerio Camisani           | 1 094   | 8,95    | Vivere Trezzano Verdi                    | 952    | 8,52  | –     |
| Seggio di coalizione          | Seggio di coalizione                | Seggio di coalizione                | Oliviero Valerio Camisani           | 1 094   | 8,95    | 1                                        |        |       |       |
|                               | Stefano Peppino Domenico Di Martino | Stefano Peppino Domenico Di Martino | Stefano Peppino Domenico Di Martino | 918     | 7,51    | Alleanza Nazionale                       | 871    | 7,80  | –     |
| Seggio di coalizione          | Seggio di coalizione                | Seggio di coalizione                | Stefano Peppino Domenico Di Martino | 918     | 7,51    | 1                                        |        |       |       |
|                               | Rocco Soleti-Ligorio                | Rocco Soleti-Ligorio                | Rocco Soleti-Ligorio                | 500     | 4,09    | Rifondazione Comunista                   | 516    | 4,62  | –     |
|                               | Patrizia Forte                      | Patrizia Forte                      | Patrizia Forte                      | 481     | 3,93    | Uomini Sì Partiti No                     | 425    | 3,81  | –     |
|                               | Giovanni Bucci                      | Giovanni Bucci                      | Giovanni Bucci                      | 333     | 2,72    | Lista Civica Italia Insieme per Trezzano | 384    | 3,44  | –     |
|                               | Amalio Brunori                      | Amalio Brunori                      | Amalio Brunori                      | 320     | 2,62    | Rinnovamento per Trezzano (A)            | 337    | 3,02  | –     |
| Seggio di coalizione          | Seggio di coalizione                | Seggio di coalizione                | Amalio Brunori                      | 320     | 2,62    | 1                                        |        |       |       |
| Totale                        | Totale                              | 10 446                              | 100                                 | 12 228  | 100     |                                          | 11 168 | 100   | 20    |
|                               |                                     |                                     |                                     |         |         |                                          |        |       |       |
| Fonte: Ministero dell'interno |                                     |                                     |                                     |         |         |                                          |        |       |       |

### Provincia di Brescia

#### Brescia
| Candidati                                 | Candidati                          | II turno               | II turno               | I turno | I turno | Liste                              | Voti    | %     | Seggi |
| Candidati                                 | Candidati                          | Voti                   | %                      | Voti    | %       | Liste                              | Voti    | %     | Seggi |
| ----------------------------------------- | ---------------------------------- | ---------------------- | ---------------------- | ------- | ------- | ---------------------------------- | ------- | ----- | ----- |
|                                           | Fermo Mino Martinazzoli ✔️ Sindaco | 65 899                 | 56,47                  | 55 905  | 41,14   | Partito Democratico della Sinistra | 22 606  | 20,39 | 11    |
| Partito Popolare Italiano                 | Fermo Mino Martinazzoli ✔️ Sindaco | 65 899                 | 56,47                  | 55 905  | 41,14   | 22 227                             | 20,05   | 10    |       |
| Lista Civica                              | Fermo Mino Martinazzoli ✔️ Sindaco | 65 899                 | 56,47                  | 55 905  | 41,14   | 2 186                              | 1,97    | 1     |       |
| Ambiente e Solidarietà                    | Fermo Mino Martinazzoli ✔️ Sindaco | 65 899                 | 56,47                  | 55 905  | 41,14   | 1 651                              | 1,49    | –     |       |
|                                           | Vito Gnutti                        | 50 799                 | 43,53                  | 36 365  | 26,76   | Lega Nord                          | 17 416  | 15,71 | 5     |
| Forza Italia-Centro Cristiano Democratico | Vito Gnutti                        | 50 799                 | 43,53                  | 36 365  | 26,76   | 13 416                             | 12,10   | 4     |       |
| Seggio di coalizione                      | Seggio di coalizione               | Seggio di coalizione   | 43,53                  | 36 365  | 26,76   | 1                                  |         |       |       |
|                                           | Viviana Beccalossi                 | Viviana Beccalossi     | Viviana Beccalossi     | 16 236  | 11,95   | Alleanza Nazionale                 | 13 460  | 12,14 | 3     |
| Seggio di coalizione                      | Seggio di coalizione               | Seggio di coalizione   | Viviana Beccalossi     | 16 236  | 11,95   | 1                                  |         |       |       |
|                                           | Angelo Rampinelli Rota             | Angelo Rampinelli Rota | Angelo Rampinelli Rota | 14 085  | 10,37   | La Pallata (A)                     | 4 819   | 4,35  | 1     |
| Patto per Brescia                         | Angelo Rampinelli Rota             | Angelo Rampinelli Rota | Angelo Rampinelli Rota | 14 085  | 10,37   | 2 499                              | 2,25    | –     |       |
| Seggio di coalizione                      | Seggio di coalizione               | Seggio di coalizione   | Angelo Rampinelli Rota | 14 085  | 10,37   | 1                                  |         |       |       |
|                                           | Fausto Manara                      | Fausto Manara          | Fausto Manara          | 11 203  | 8,24    | Rifondazione Comunista             | 7 473   | 6,74  | 1     |
| Brescia per Tutti                         | Fausto Manara                      | Fausto Manara          | Fausto Manara          | 11 203  | 8,24    | 1 174                              | 1,06    | –     |       |
| Seggio di coalizione                      | Seggio di coalizione               | Seggio di coalizione   | Fausto Manara          | 11 203  | 8,24    | 1                                  |         |       |       |
|                                           | Silvio Moretti                     | Silvio Moretti         | Silvio Moretti         | 811     | 0,60    | Lega Alpina-Partito Pensionati     | 807     | 0,73  | –     |
|                                           | Roberto Gremmo                     | Roberto Gremmo         | Roberto Gremmo         | 783     | 0,58    | Lega Alpina Lumbarda               | 744     | 0,67  | –     |
|                                           | Salvatore Spatarella               | Salvatore Spatarella   | Salvatore Spatarella   | 499     | 0,37    | Partito della Legge Naturale       | 380     | 0,34  | –     |
| Totale                                    | Totale                             | 116 698                | 100                    | 135 887 | 100     |                                    | 110 858 | 100   | 40    |
|                                           |                                    |                        |                        |         |         |                                    |         |       |       |
| Fonte: Ministero dell'interno             |                                    |                        |                        |         |         |                                    |         |       |       |

### Provincia di Sondrio

#### Sondrio
| Candidati                     | Candidati                 | II turno              | II turno              | I turno | I turno | Liste                                           | Voti   | %     | Seggi |
| Candidati                     | Candidati                 | Voti                  | %                     | Voti    | %       | Liste                                           | Voti   | %     | Seggi |
| ----------------------------- | ------------------------- | --------------------- | --------------------- | ------- | ------- | ----------------------------------------------- | ------ | ----- | ----- |
|                               | Alcide Molteni ✔️ Sindaco | 7 702                 | 57,69                 | 4 035   | 26,67   | Sondrio Democratica                             | 2 831  | 19,89 | 24    |
|                               | Giuseppe Camurri          | 5 648                 | 42,31                 | 2 445   | 16,16   | Lega Nord                                       | 2 666  | 18,73 | 3     |
| Seggio di coalizione          | Seggio di coalizione      | Seggio di coalizione  | 42,31                 | 2 445   | 16,16   | 1                                               |        |       |       |
|                               | Giovanni Viganò           | Giovanni Viganò       | Giovanni Viganò       | 2 041   | 13,49   | Partito Popolare Italiano                       | 1 952  | 13,71 | 2     |
| Seggio di coalizione          | Seggio di coalizione      | Seggio di coalizione  | Giovanni Viganò       | 2 041   | 13,49   | 1                                               |        |       |       |
|                               | Pietro Luigi Tremonti     | Pietro Luigi Tremonti | Pietro Luigi Tremonti | 1 859   | 12,29   | Alleanza Nazionale-Centro Cristiano Democratico | 1 458  | 10,24 | 1     |
| Seggio di coalizione          | Seggio di coalizione      | Seggio di coalizione  | Pietro Luigi Tremonti | 1 859   | 12,29   | 1                                               |        |       |       |
|                               | Franco Fustella           | Franco Fustella       | Franco Fustella       | 1 791   | 11,84   | Forza Italia (A)                                | 1 919  | 13,48 | 1     |
| Seggio di coalizione          | Seggio di coalizione      | Seggio di coalizione  | Franco Fustella       | 1 791   | 11,84   | 1                                               |        |       |       |
|                               | Gianfranco Cucchi         | Gianfranco Cucchi     | Gianfranco Cucchi     | 1 148   | 7,59    | Sondrio per Sondrio                             | 1 397  | 9,81  | 1     |
| Seggio di coalizione          | Seggio di coalizione      | Seggio di coalizione  | Gianfranco Cucchi     | 1 148   | 7,59    | 1                                               |        |       |       |
|                               | Roberto Giugni            | Roberto Giugni        | Roberto Giugni        | 1 080   | 7,14    | Vivere Sondrio                                  | 1 182  | 8,30  | –     |
| Seggio di coalizione          | Seggio di coalizione      | Seggio di coalizione  | Roberto Giugni        | 1 080   | 7,14    | 1                                               |        |       |       |
|                               | Franco Gianasso           | Franco Gianasso       | Franco Gianasso       | 733     | 4,84    | Rifondazione Comunista                          | 830    | 5,83  | –     |
| Seggio di coalizione          | Seggio di coalizione      | Seggio di coalizione  | Franco Gianasso       | 733     | 4,84    | 1                                               |        |       |       |
| Totale                        | Totale                    | 13 350                | 100                   | 15 132  | 100     |                                                 | 14 235 | 100   | 40    |
|                               |                           |                       |                       |         |         |                                                 |        |       |       |
| Fonte: Ministero dell'interno |                           |                       |                       |         |         |                                                 |        |       |       |